# Шведска интервенција у Русији (1609—1610)
Шведска интервенција у Русији (1609—1610) била је део Времена смутње у Русији.

## Увод
Шведска интервенција у Русији била је резултат савеза између Василија IV Шујског и Карла IX у Виборгу 1609, којим је цар обећао део Карелије Шведској у замену за помоћ против Лажног Димитрија II.

## Против узурпатора
Удружена руско-шведска војска од око 10.000 кренула је из Новгорода у априлу 1609. на Москву под командом војводе Михаила Скопин-Шујског и шведског гувернера Јакоба Де ла Гардија, разбијајући успут одреде побуњеника и ослободивши Тројице-Сергијеву лавру опсаде. У више битака разбијене су присталице Лажног Димитрија II, који је опседао Москву из свог логора у Тушину и оспоравао власт цара Василија IV Шујског. У марту 1610. руско-шведска војска је разбила опсаду Москве и ушла у град, након чега су неки бољари из Тушина позвали краљевића Владислава на руски престо, а Михаил Скопин-Шујски отрован је по наређењу царевог брата, кнеза Димитрија Шујског.

## Против Пољско-Литванске уније
Јуна 1610. Де ла Гарди и нови војвода, Димитрије Шујски, напустили су Москву са циљем да разбију пољску опсаду Смоленска. Шведска интервенција окончала се неславно када је већина шведске војске прешла на страну Пољака у бици код Клушина.

## Последице
У бици код Клушина, након што му се војска побунила и прешла непријатељу, Де ла Гарди је склопио примирје са хетманом Жолкевским, у замену за слободан пролаз до Виборга и обећање да више неће ратовати за руског цара. Шведска интервенција била је увод у Ингријски рат.